# Императорский флот Японии
Императорский флот Японии (яп. 大日本帝國海軍 дай-ниппон тэйкоку кайгун, Флот Великой Японской империи) — военно-морские силы Японской империи в период с 1869 год по 1945 год. Основные силы известны как «Объединённый флот»: был создан в 1894 году благодаря объединению «Флота постоянной готовности» (яп. 常備艦隊 дзё:би кантай, состоял из наиболее современных и боеспособных судов) и «Западного флота» (яп. 西海艦隊 нисими кантай, состоял из устаревших судов).

## История

### Борьба в пределах Азии
- Война Босин: Бой в заливе Хакодатэ
- Японо-китайская война (1894—1895)
- Восстание боксёров

### Русско-японская война и последующие годы
- Хэйхатиро Того
- Камимура Хиконодзё

К началу войны Объединённый флот Японии располагал 6 современными эскадренными броненосцами и 8 современными броненосными крейсерами против 7 эскадренных броненосцев и 4 броненосных крейсеров российской Первой Тихоокеанской эскадры (три броненосных крейсера находились во Владивостоке).
- Бой у Чемульпо — январь (февраль) 1904 года.
- Уничтожение японских броненосцев «Хацусэ» и «Ясима» — май 1904 года.
- Бой в Жёлтом море — июль (август) 1904 года.
- Цусимское сражение — май 1905 года, сокрушительное поражение российской эскадры

### Первая мировая война и межвоенный период
- 1914 год — первый в истории успешный авианосный удар при десанте у Циндао[1].

- 1917 — средиземноморская экспедиция.

1922 — Япония ввела в строй первый в мире корабль, специально  сконструированный для роли авианосца — «Хосё».
- Вашингтонское морское соглашение 1922 года — Японии разрешено содержать линейный и авианосный флот в размере до 60 % от британской и американской квоты.
- Лондонское морское соглашение 1930 года

### Вторая мировая война
- Исороку Ямамото
- Тюити Нагумо

К началу Второй мировой Япония обладала мощнейшим в мире авианосным флотом (10 авианосцев против 7 у США, причём 4 из последних находились в Атлантике), но сильно уступала США по другим кораблям (линкоры: 10 против 15, причём в Тихом и Индийском океане находились 9 из последних и 3 британских линкора). По промышленным же возможностям Япония безнадежно отставала от США. Японские линкоры типа «Ямато» были самыми большими по водоизмещению в истории. В начале войны Япония обладала современнейшим палубным истребителем «Зеро».

## Начальная фаза войны (1941—1942 гг.)

### Нападение на Пёрл-Харбор
- Нападение на Пёрл-Харбор — декабрь 1941 г.

### Наступление на Австралию и о Цейлон
- Потопление линкора «Принц Уэльский», линейного крейсера «Рипалс» — декабрь 1941 г.; впервые в мире крупные надводные корабли потоплены авиацией.
- Потопление авианосца «Гермес», крейсеров «Корнуолл» и «Дорсетшир» — апрель 1942 г.
- Наступление на Новую Гвинею и поражение 5-й ДАВ ВМС в Коралловом море — май 1942 г.

## Перелом в ходе боевых действий (1942—1944 гг.)

### Мидуэйское сражение
- Мидуэйское сражение — июнь 1942 г.
- Бой у острова Саво — август 1942 г.

### Новогвинейская кампания
- Бой у островов Санта-Крус— октябрь 1942 г.
- Морское сражение за Гуадалканал — ноябрь 1942 г.

### Оборона архипелага Соломоновых островов
- Боевые действия у Командорских островов — март 1943 г.
- Бой у мыса Сент-Джордж — ноябрь 1943 г.

### Оборона архипелага Марианских островов
- Уничтожение сил ВМС у острова Трук — февраль 1944 г.
- Битва при Марианских островах — июнь 1944 г.
- Сражение в заливе Лейте — октябрь 1944 г.

## Оборона метрополии (1945 г.)
- Операция «Тэн» — апрель 1945 г.
- Уничтожение основного корабельного состава флота во Внутреннем море — июль 1945 г.

ВМС Императорской Японии полностью расформированы в 1945 г. В 1954 г. сформированы Морские силы самообороны Японии.

## Структура
Императорский флот Японии состоял из собственно флота, а также имел в своём составе сухопутные и авиационные подразделения:
- Сухопутные войска Императорского флота Японии
  - Морская пехота Императорского флота Японии
    - ВДВ морской пехоты Императорского флота Японии
- ВВС Императорского флота Японии

Подготовка командных кадров осуществлялась в Военной академии и Высшей военной академии.
Высшим органом командования являлся Генеральный штаб Императорского флота Японии. Административными делами флота занималось Министерство флота.

## Флаги командиров соединений

Адмиральский флаг
Вице-адмиральский флаг
Контр-адмиральский флаг
Брейд-вымпел командира дивизии

## Табель о рангах

### Высший командный состав
| Категории                                               | Император (яп. 天皇) Тэнно                                                       | Адмиралы (яп. 将官) Сёкан                                        | Адмиралы (яп. 将官) Сёкан                                        | Адмиралы (яп. 将官) Сёкан                               | Адмиралы (яп. 将官) Сёкан                               | Адмиралы (яп. 将官) Сёкан                    | Адмиралы (яп. 将官) Сёкан                   | Адмиралы (яп. 将官) Сёкан                   |
| ------------------------------------------------------- | -------------------------------------------------------------------------------- | ---------------------------------------------------------------- | ---------------------------------------------------------------- | ------------------------------------------------------- | ------------------------------------------------------- | -------------------------------------------- | ------------------------------------------- | ------------------------------------------- |
| Петлицы                                                 |                                                                                  |                                                                  | Эмалированный знак на правой стороне груди                       |                                                         |                                                         |                                              |                                             |                                             |
| Погоны                                                  |                                                                                  |                                                                  | Эмалированный знак на правой стороне груди                       |                                                         |                                                         |                                              |                                             |                                             |
| Шевроны                                                 |                                                                                  |                                                                  | Эмалированный знак на правой стороне груди                       |                                                         |                                                         |                                              |                                             |                                             |
| Звания                                                  | Старший адмирал и Верховный Маршал (яп. 大元帥陸軍大将 дай-гэнсуй кайгун тайсё:) | Старший адмирал и Маршал (яп. 元帥陸軍大将 гэнсуй кайгун тайсё:) | Старший адмирал и Маршал (яп. 元帥陸軍大将 гэнсуй кайгун тайсё:) | Старший адмирал (яп. 陸軍大将 кайгун тайсё:)            | Старший адмирал (яп. 陸軍大将 кайгун тайсё:)            | Средний адмирал (яп. 陸軍中将 кайгун тю:дзё) | Младший адмирал (яп. 陸軍少将 кайгун сё:сё) | Младший адмирал (яп. 陸軍少将 кайгун сё:сё) |
| Соответствующее звание РККФ (с 1942 г.)                 | —                                                                                | Адмирал флота (с мая 1945)                                       | Адмирал флота (с мая 1945)                                       | Адмирал флота (до мая 1945)                             | Адмирал флота (до мая 1945)                             | Адмирал                                      | Вице-адмирал                                | Контр-адмирал                               |
| Соответствующее звание РККФ (с 1940-1942 гг.)           | —                                                                                | —                                                                | —                                                                | —                                                       | —                                                       | Адмирал                                      | Вице-адмирал                                | Контр-адмирал                               |
| Соответствующее звание РККФ (1935-1940 гг.)             | —                                                                                | —                                                                | —                                                                | Флагман флота 1-го ранга                                | Флагман флота 2-го ранга                                | Флагман 1-го ранга                           | Флагман 2-го ранга                          | Флагман 2-го ранга                          |
| Соответствующие воинские категории РККФ (1925-1935 гг.) | —                                                                                | —                                                                | —                                                                | Командующий флотом, главнокомандующий флотом республики | Командующий флотом, главнокомандующий флотом республики | Командующий флотилией и ему равные           | Командующий эскадрой и ему равные           | Командир бригады кораблей и ему равные      |

### Старший и средние командный состав
| Категории                                               | Штаб-офицеры (яп. 佐官) Сакан                         | Штаб-офицеры (яп. 佐官) Сакан                              | Штаб-офицеры (яп. 佐官) Сакан                         | Обер-офицеры (яп. 尉官) Икан                                                       | Обер-офицеры (яп. 尉官) Икан                                                      | Обер-офицеры (яп. 尉官) Икан                               |
| ------------------------------------------------------- | ----------------------------------------------------- | ---------------------------------------------------------- | ----------------------------------------------------- | ---------------------------------------------------------------------------------- | --------------------------------------------------------------------------------- | ---------------------------------------------------------- |
| Петлицы                                                 |                                                       |                                                            |                                                       |                                                                                    |                                                                                   |                                                            |
| Погоны                                                  |                                                       |                                                            |                                                       |                                                                                    |                                                                                   |                                                            |
| Шевроны                                                 |                                                       |                                                            |                                                       |                                                                                    |                                                                                   |                                                            |
| Звания                                                  | Старший штаб-офицер флота (яп. 陸軍大佐 кайгун тайса) | Средний штаб-офицер флота (яп. 陸軍中佐 кайгун тю:са)      | Младший штаб-офицер флота (яп. 陸軍少佐 кайгун сё:са) | Старший обер-офицер флота (яп. 陸軍大尉 кайгун тайи)                               | Средний обер-офицер флота (яп. 陸軍中尉 кайгун тю:и)                              | Младший обер-офицер флота (яп. 陸軍少尉 кайгун сё:и)       |
| Соответствующее звание РККФ (с 1935 г.)                 | Капитан 1-го ранга                                    | Капитан 2-го ранга                                         | Капитан 3-го ранга                                    | Капитан-лейтенант                                                                  | Старший лейтенант                                                                 | Лейтенант                                                  |
| Соответствующие воинские категории РККФ (1925-1935 гг.) | Командир корабля 1-го ранга и ему равные              | Старший помощник командира корабля 1-го ранга и ему равные | Командир корабля 2-го ранга и ему равные              | Командир корабля 3-го ранга, ст. помощник командира корабля 2-го ранга и им равные | Командир корабля 4-го ранга, ст.помощник командира корабля 3-го ранга и им равные | Старший помощник командира корабля 4-го ранга и ему равные |

### Курсанты и мичманы
| Категория                                               | Мичманы (яп. 准士官) Дзюнсикан                                                    | Мичманы (яп. 准士官) Дзюнсикан                                                    | Мичманы (яп. 准士官) Дзюнсикан                                                    | Мичманы (яп. 准士官) Дзюнсикан                                                    | Мичманы (яп. 准士官) Дзюнсикан                                                    | Мичманы (яп. 准士官) Дзюнсикан             | Мичманы (яп. 准士官) Дзюнсикан   |
| ------------------------------------------------------- | --------------------------------------------------------------------------------- | --------------------------------------------------------------------------------- | --------------------------------------------------------------------------------- | --------------------------------------------------------------------------------- | --------------------------------------------------------------------------------- | ------------------------------------------ | -------------------------------- |
| Петлицы                                                 |                                                                                   |                                                                                   |                                                                                   |                                                                                   |                                                                                   |                                            |                                  |
| Погоны                                                  |                                                                                   |                                                                                   |                                                                                   |                                                                                   |                                                                                   |                                            |                                  |
| Шевроны                                                 |                                                                                   |                                                                                   |                                                                                   | С 1942                                                                            | До 1942                                                                           |                                            |                                  |
| Звания                                                  | (яп. 海軍少尉候補生) Кайгун сё:и ко:хосэй                                         | (яп. 海軍予備少尉候補生) Кайгун ёби-сё:и ко:хосэй                                 | (яп. 海軍見習尉官) Кайгун минараи икан                                            | (яп. 兵曹長) Хэйсо:тё:                                                            | (яп. 兵曹長) Хэйсо:тё:                                                            | (яп. 海軍兵学校生徒) Кайгун хэйгако сэйто: | (яп. 海軍委託生) Кайгун итакусэй |
| Звания                                                  | Кандидат в офицеры                                                                | Младший кандидат в офицеры                                                        | Гардемарин                                                                        | Мичман                                                                            | Мичман                                                                            | Действительный курсант ВМФ                 | Курсант ВМФ                      |
| Соответствующее звание РККФ (с 1937 г.)                 | Младший лейтенант                                                                 | Младший лейтенант                                                                 | Младший лейтенант                                                                 | Младший лейтенант                                                                 | Младший лейтенант                                                                 | Курсант                                    | Курсант                          |
| Соответствующие воинские категории РККФ (1925-1935 гг.) | Командир боевой части, помощник командира корабля 4 ранга и им равные специалисты | Командир боевой части, помощник командира корабля 4 ранга и им равные специалисты | Командир боевой части, помощник командира корабля 4 ранга и им равные специалисты | Командир боевой части, помощник командира корабля 4 ранга и им равные специалисты | Командир боевой части, помощник командира корабля 4 ранга и им равные специалисты | Курсант                                    | Курсант                          |

### Матросы и старшины
| Категория                                               | Старшины (яп. 下士官) Касикан                                 | Старшины (яп. 下士官) Касикан                                        | Старшины (яп. 下士官) Касикан                      | Старшины (яп. 下士官) Касикан                                     | Матросы (яп. 水兵) Суйхэй   | Матросы (яп. 水兵) Суйхэй     | Матросы (яп. 水兵) Суйхэй    | Матросы (яп. 水兵) Суйхэй   |
| ------------------------------------------------------- | ------------------------------------------------------------- | -------------------------------------------------------------------- | -------------------------------------------------- | ----------------------------------------------------------------- | --------------------------- | ----------------------------- | ---------------------------- | --------------------------- |
| Шевроны                                                 |                                                               |                                                                      |                                                    |                                                                   |                             |                               |                              |                             |
| Звания (с 1942 г.)                                      | Главный старшина                                              | Старшина 1-й статьи                                                  | Старшина 1-й статьи                                | Старшина 2-й статьи                                               | Матрос-наставник            | Старший матрос                | Матрос 1-й статьи            | Матрос 2-й статьи           |
| Звания (с 1942 г.)                                      | (яп. 上等兵曹) Дзё:то:-хэйсо:                                 | (яп. 一等兵曹) Итто:-хэйсо:                                          | (яп. 一等兵曹) Итто:-хэйсо:                        | (яп. 二等兵曹) Нито:-хэйсо:                                       | (яп. 水兵長) Суйхэйтё:      | (яп. 上等水兵) Дзё:то:-суйхэй | (яп. 一等水兵) Итто:-суйхэй  | (яп. 二等水兵) Нито:-суйхэй |
| Шевроны                                                 |                                                               |                                                                      |                                                    |                                                                   |                             |                               |                              | —                           |
| Звания (до 1942 г.)                                     | Старшина 1-й статьи                                           | Старшина 2-й статьи                                                  | Старшина 2-й статьи                                | Старшина 3-й статьи                                               | Матрос 1-й статьи           | Матрос 2-й статьи             | Матрос 3-й статьи            | Матрос 4-й статьи           |
| Звания (до 1942 г.)                                     | (яп. 一等兵曹) Итто:-хэйсо:                                   | (яп. 二等兵曹) Нито:-хэйсо:                                          | (яп. 二等兵曹) Нито:-хэйсо:                        | (яп. 三等兵曹) Санто:-хэйсо:                                      | (яп. 一等水兵) Итто:-суйхэй | (яп. 二等水兵) Нито:-суйхэй   | (яп. 三等水兵) Санто:-суйхэй | (яп. 四等水兵) Ёнто:-суйхэй |
| Соответствующее звание РККФ (с 1943 г.)                 | Мичман                                                        | Главный старшина                                                     | Старшина 1 статьи                                  | Старшина 2 статьи                                                 | Старший матрос              | Матрос                        | Матрос                       | Матрос                      |
| Соответствующее звание РККФ (с 1940-1943 гг.)           | Мичман                                                        | Главный старшина                                                     | Старшина 1 статьи                                  | Старшина 2 статьи                                                 | Старший краснофлотец        | Краснофлотец                  | Краснофлотец                 | Краснофлотец                |
| Соответствующее звание РККФ (1935-1940 гг.)             | Старшина                                                      | Старшина                                                             | Отделенный командир                                | Отделенный командир                                               | Краснофлотец                | Краснофлотец                  | Краснофлотец                 | Краснофлотец                |
| Соответствующие воинские категории РККФ (1925-1935 гг.) | Старшина боевой части, главный боцман и им равные специалисты | Зам. командира боевого поста, старший боцман и им равные специалисты | Командир отделения, боцман и им равные специалисты | Командир группы, пом. командира отделения и им равные специалисты | Краснофлотец                | Краснофлотец                  | Краснофлотец                 | Краснофлотец                |